# Ранкер
Ранкерите са вид плитки канелени и сиви горски азонални почви. Те са слабо развити, имат само един почвен хоризонт с дълбочина от 0,1 до 0,4 m, намиращ се върху основната скала. Цветът им е тъмен – тъмнокафяв до черен. Образувани са върху силикатни скали. Покрити са с горска или тревна растителност. В номенклатурата на ФАО са обозначени като Umbric Leptosols.